# Rien Monshouwer
Rien Monshouwer es un escultor y pintor neerlandés, nacido el año 1947 en Róterdam.

## Datos biográficos
Rien Monshouwer es el autor de la pieza titulada Escultura - Beeld  en neerlandés, que forma parte del proyecto Sokkelplan de La Haya, obra de 1994.

## Obras
- Escultura - Beeld (1994) , La Haya , dentro del proyecto Sokkelplan.

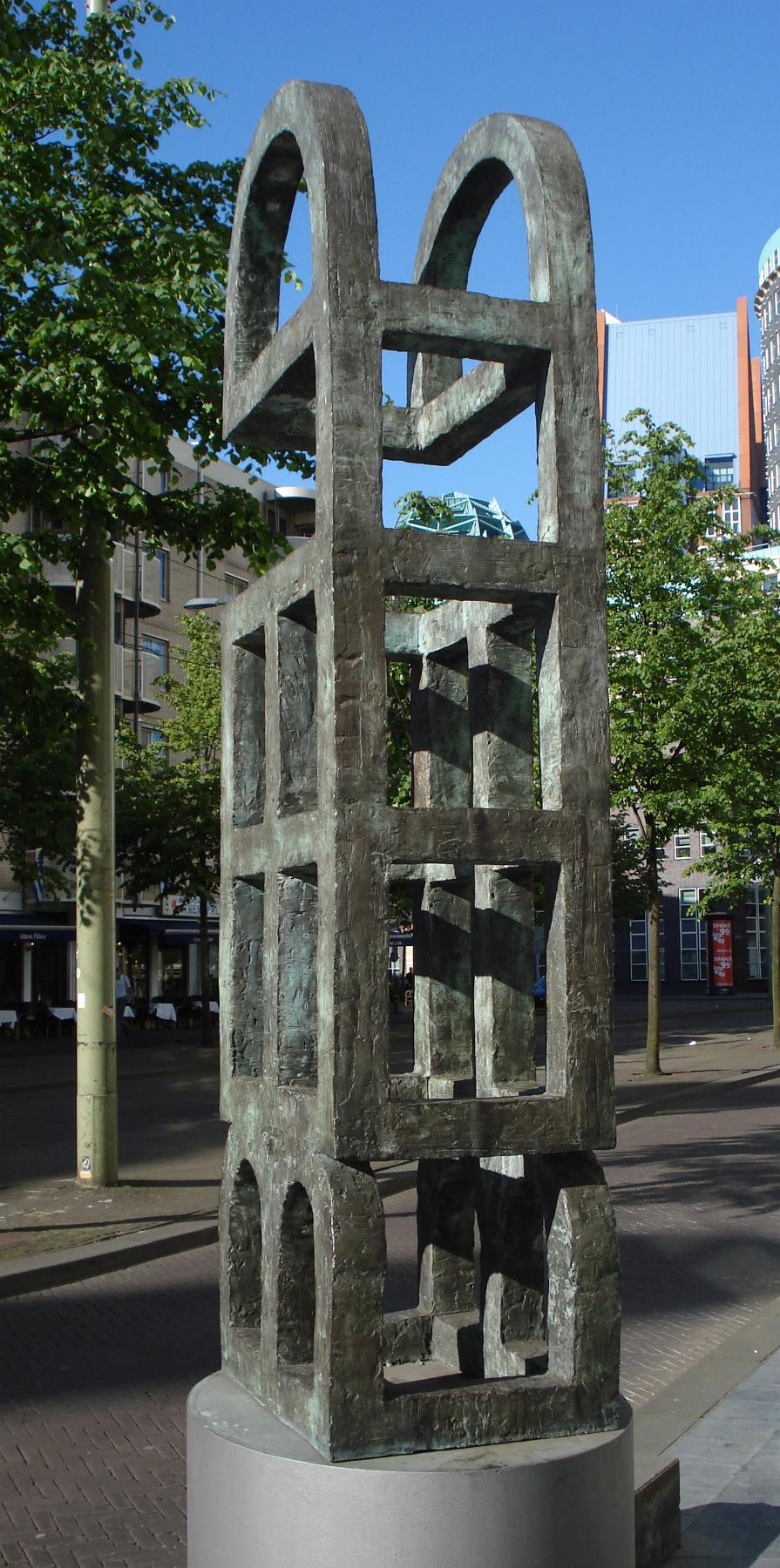
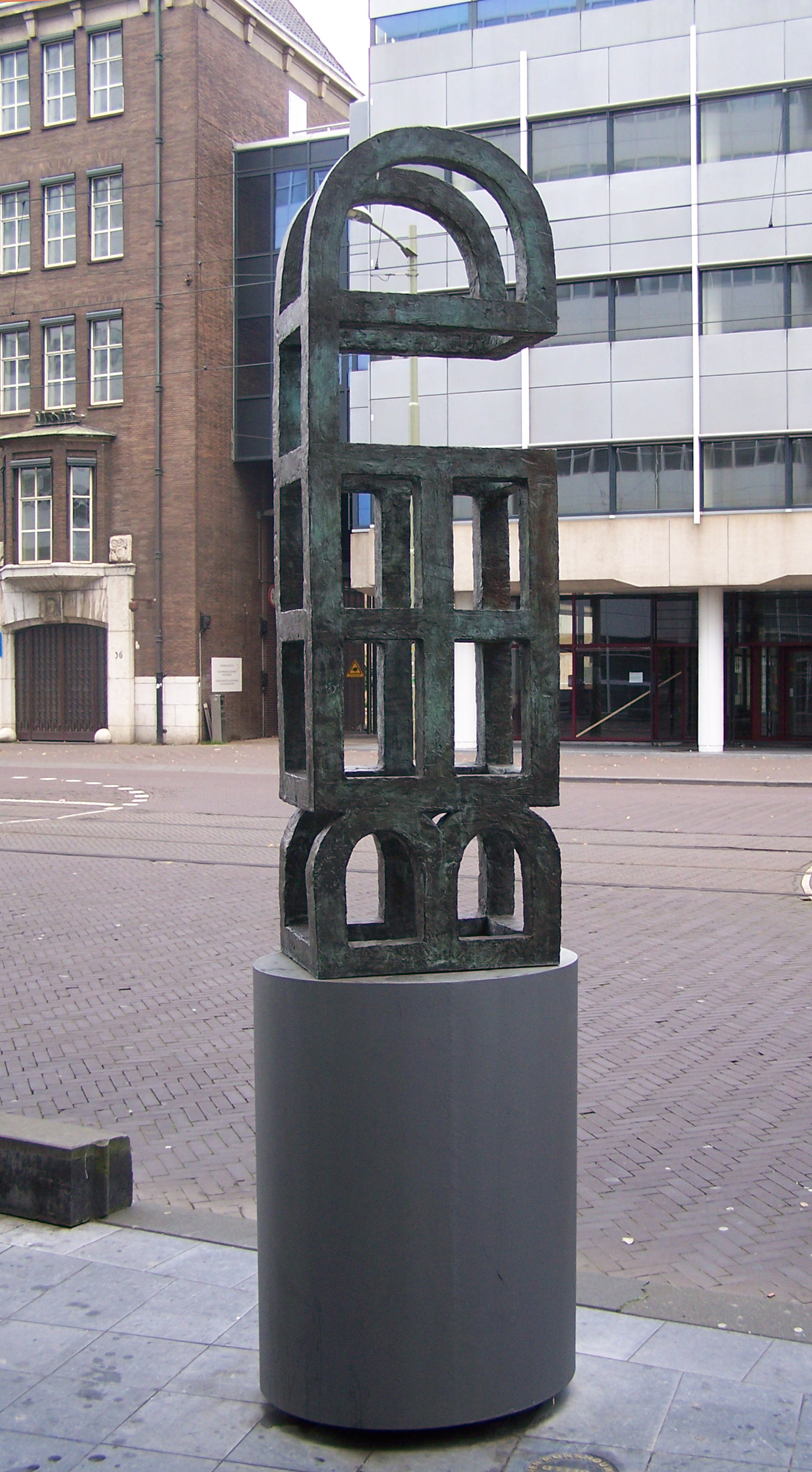
Pulsar para ampliar.